# ماغي ريزر
ماغي ريزر (بالإنجليزية: Maggie Rizer)‏ (من مواليد 9 يناير 1978 في جزيرة ستاتن ، نيويورك) عارضة أزياء أمريكية، وناشطة لأسباب تتعلق بالإيدز وكذلك لعملية سمايل.
ولدت باسم ( مارجريت ماري ريزر ) كانت والدتها ( مورين ) ووالدها ( كيفين ريزر ) يعيشون في جزيرة ستاتن بنيويورك. انفصل والداها قبل بلوغها عام واحد عندما أعلن والدها أنه مثلي الجنس، تزوجت والدتها من الروائي البريطاني ( جون برين ) بعد طلاقها  واستقرت في مديند نيويورك.
لديها اربعد اشقاء و هم:  جوليا وباتريشيا وكاتي وجيك.
عندما بلغت الرابعة عشر توفي والدها بسبب الإيدز، ومنذ ذلك الحين انخرطت في التوعية بمرض الإيدز و اشتهرت بهذا .

## روابط خارجية
- ماغي ريزر على موقع IMDb (الإنجليزية)
- ماغي ريزر على موقع قاعدة بيانات الفيلم (الإنجليزية)
- ماغي ريزر على موقع دليل عارضات الأزياء (الإنجليزية)
- Look Online Interview with Maggie Rizer
- Maggie Rizer at Models.com